# Кучеренко Борис Павлович
Борис Павлович Кучеренко (1910—1942) — український патологоанатом.
Син професора Київського медичного інституту Павла Кучеренка. Навчався в Київській художній школі, яку закінчив 1927 року. У 1932 році закінчив Київський медичний інститут.
Працював доцентом Київського медичного інституту, паралельно завідував патолого-анатомічним відділом та був заступником директора з наукової роботи Київського туберкульозного інституту. Також був викладачем Київського інституту удосконалення лікарів.
1935 року здобув ступінь доктора медичних наук, 1940 року — звання професора.
Входив до складу вченої ради Народного комісаріату охорони здоров'я УРСР, був заступником голови патолого-анатомічної комісії при НКОЗ.
1941 року разом з хірургом Олексієм Лазуренком звернулися до німецької окупаційної влади з клопотанням про відкриття медичного інституту. Через загрозу поширення епідемій, німці погодилися на його відкриття. Директором став Лазуренко, його заступниками — Борис Кучеренко та Михайло Венцківський. Проте вже в березні-квітні 1942 року розпочалися нацистські репресії проти Київського медичного інституту. Лазуренко й Кучеренко були заарештовані, а пізніше розстріляні.

## Наукові праці
Дослідження присвячені патології ендокринної системи.
- До питання про нормальну гіпофізу // Журн. мед. циклу ВУАН. 1933. Т. 3, вип. 1
- Про ожиріння і парадоксально добру вгодованість при злоякісних опухах. К., 1937
- Об изменениях в простатической железе при злокачественных новообразованиях // Арх. патол. анатомии и патол. физиологии. 1937. Т. 3, вып. 2
- О патогистологических изменениях гипофиза при заболеваниях почек // ВД. 1940. № 1
- Об изменениях шишковидной железы при злокачественных новообразованиях // ПЭ. 1941. Т. 6, № 1.